# ماميثا
المَامِيثَا أو المَمِّيثَا  (كلمة ذات أصل سرياني) (الاسم العلمي: Glaucium) وهي جنس نبات من الفصيلة الخشخاشية. أنواع هذا النبات سامة.

## من أنواع الماميثاالواطنةفيالوطن العربي
- الماميثا الأنيقة (باللاتينية: Glaucium elegans) في سيناء والقوقاز
- الماميثا حادة الفصوص (باللاتينية: Glaucium oxylobum) في بلاد الشام وقبرص وتركيا وبلغاريا
- الماميثا الحلبية (باللاتينية: Glaucium aleppense) في بلاد الشام
- الماميثا الصفراء، اسمه العلمي Glaucium flavum[6] في بلاد الشام ومصر والمغرب العربي وتركيا ومعظم مناطق أوروبا
- الماميثا العربية (باللاتينية: Glaucium arabicum) في بلاد الشام
- الماميثا كبيرة الأزهار (باللاتينية: Glaucium grandiflorum) في بلاد الشام ومصر وتركيا والقوقاز
- الماميثا مدببة الأسنان (باللاتينية: Glaucium acutidentatum) في بلاد الشام
- المَامِيثَا المقرنة أو الخشخاش المقرن[7] أو الخشخاش المقرون[8][9] أو الخشخاش الساحلي[7] أو الخشخاش السواحلي[10] أو الخشخاش البحري[8]، اسمه العلمي Glaucium corniculatum.[7]

## من أنواع الماميثا الأخرى
- الماميثا الأفغانية (باللاتينية: Glaucium afghanicum)
- الماميثا الأنطالية (باللاتينية: Glaucium anatalyjaense)
- الماميثا البرتقالية (باللاتينية: Glaucium aurantiacum)
- الماميثا الرمادية (باللاتينية: Glaucium glaucium)
- المامِيثَا الساحلية (باللاتينية: Glaucium littorale)
- الماميثا عديدة الفصوص (باللاتينية: Glaucium paucilobatum)
- الماميثا العنقائية (باللاتينية: Glaucium  phoeniceum)
- الماميثا الفارسية (باللاتينية: Glaucium persicum)
- الماميثا الكابادوكية (باللاتينية: Glaucium cappadocicum)
- الماميثا القمية (باللاتينية: Glaucium cuneatum)
- الماميثا منبسطة الثمار (باللاتينية: Glaucium malacocarpum)

## أنواع وضعت ضمن أجناس أخرى
- ماميثا الرافدين أو الماميثا العراقية (باللاتينية: Glaucium mesopotamicum) أو البختري الهجين (باللاتينية: Roemeria hybrida) في العراق والجزيرة العربية وبلاد الشام